# Champ-Dolent
Champ-Dolent è un comune francese di 57 abitanti situato nel dipartimento dell'Eure nella regione della Normandia.

## Società

### Evoluzione demografica
Abitanti censiti